# IPv5
IPv5 (ang. Internet Protocol version 5) – wbrew nazwie nie jest kolejną wersją protokołu IP, ale nazwą dla zestawu protokołów ST (The Internet Stream Protocol). Został stworzony by działać razem z IPv4, a nie zastępować go. Używa tego samego schematu adresowania oraz ramkowania warstwy danych.
ST to strumieniowy protokół czasu rzeczywistego, używany do transmisji dźwięku, obrazu oraz do rozproszonej symulacji. Gwarantuje QoS. Protokół ten nie był nigdy używany na szeroką skalę, ale jego rozwiązania zostały zaimplementowane w 6 wersji protokołu IP.